# Dołhobyczów (gemeente)

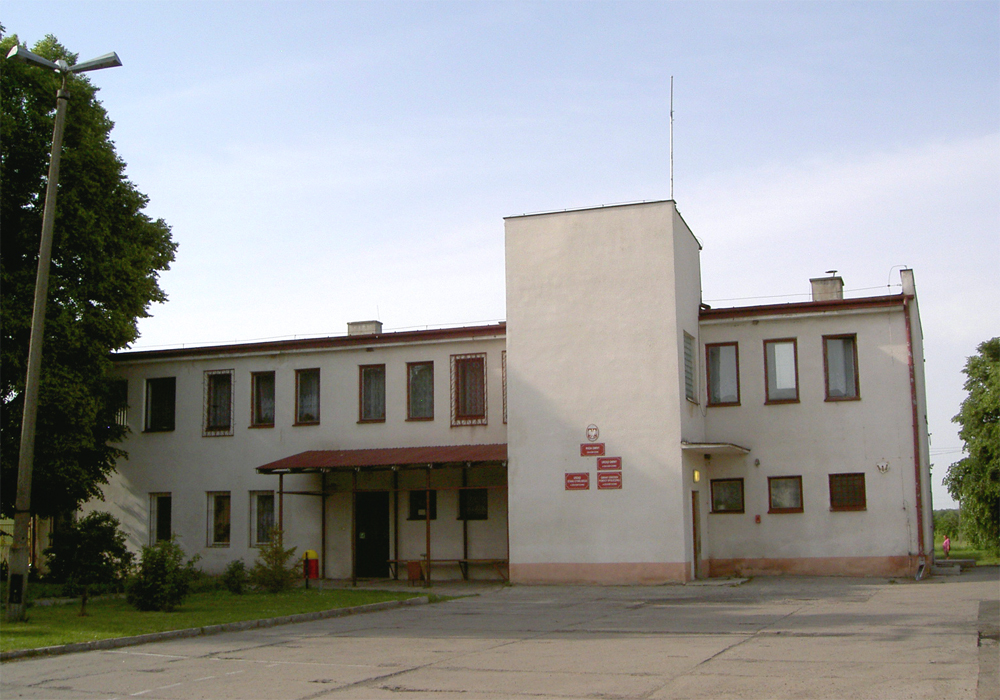
Urząd Gminy Dołhobyczów

De gemeente Dołhobyczów is een landgemeente in het Poolse woiwodschap Lublin, in powiat Hrubieszowski.
De zetel van de gemeente is in Dołhobyczów.
Op 30 juni 2004 telde de gemeente 6175 inwoners.

## Oppervlakte gegevens
In 2002 bedroeg de totale oppervlakte van gemeente Dołhobyczów 214,19 km², waarvan:
- agrarisch gebied: 79%
- bossen: 16%

De gemeente beslaat 16,87% van de totale oppervlakte van de powiat.

## Demografie
Stand op 30 juni 2004:
| Omschrijving                   | Totaal | Totaal | Vrouwen | Vrouwen | Mannen | Mannen |
| ------------------------------ | ------ | ------ | ------- | ------- | ------ | ------ |
| eenheid                        | aantal | %      | aantal  | %       | aantal | %      |
| inwoners                       | 6175   | 100    | 3091    | 50,1    | 3084   | 49,9   |
| bevolkingsdichtheid (inw./km²) | 28,8   | 28,8   | 14,4    | 14,4    | 14,4   | 14,4   |

In 2002 bedroeg het gemiddelde inkomen per inwoner 1492,54 zł.

## Aangrenzende gemeenten
Mircze, Telatyn, Ulhówek. De gemeente grenst aan Oekraïne.